# Вилчика
Вилчика (рум. Vâlcica) — село у повіті Ясси в Румунії. Входить до складу комуни Тетеруші.
Село розташоване на відстані 324 км на північ від Бухареста, 74 км на захід від Ясс.

## Населення
За даними перепису населення 2002 року у селі проживали 395 осіб, усі — румуни. Усі жителі села рідною мовою назвали румунську.